# Ludwik Szlęzak
Ludwik Szlęzak (ur. 15 września 1922, zm. 30 sierpnia 1993) – polski lekarz, otolaryngolog, profesor doktor habilitowany.

## Życiorys
Studiował na Akademii Medycznej w Poznaniu, gdzie 24 grudnia 1951 uzyskał dyplom lekarza medycyny. Od 1 października 1948 do 4 lutego 1969 pracował pod kierownictwem prof. Aleksandra Zakrzewskiego w Klinice Otolaryngologicznej swojej alma mater. Specjalizację II stopnia uzyskał w 1958. Doktoryzował się 21 grudnia 1960 na podstawie pracy Leczenie oparzeń i zwężeń bliznowatych przełyku. Habilitował się 25 czerwca 1963 na podstawie pracy Badania histologiczne nad topografią raka krtani i ich znaczenie kliniczne. Otrzymał wówczas etat docenta. W 1975 został profesorem nadzwyczajnym. W latach 1957, 1961 oraz 1971 odbywał studia doskonalące w zakresie onkologii laryngologicznej w szpitalu Boucicault, a także w Instytucie Radowym Fundacji Curie w Paryżu pod kierownictwem prof. Jeana Lerouxa-Roberta. Był kierownikiem Oddziału Otolaryngologicznego w Szpitalu Miejskim im. Franciszka Raszei w Poznaniu. 
Uczestniczył w zjazdach laryngologicznych (m.in. Paryż, Drezno, Halle, Jena, Rostock, Brno, Budapeszt, Praga). Był członkiem korespondentem Towarzystwa Otolaryngologów Francuskich, członkiem honorowym Polskiego Towarzystwa Otolaryngologów, członkiem Polskiego Towarzystwa Lekarskiego i Polskiego Towarzystwa Onkologicznego. Był przewodniczącym Oddziału Wojewódzkiego Polskiego Towarzystwa Przeciwtytoniowego. Opublikował 110 prac naukowych. 

## Odznaczenia
Otrzymał m.in.:
- Złoty Krzyż Zasługi,
- Krzyż Kawalerski Orderu Odrodzenia Polski,
- Medal 25-lecia Akademii Medycznej w Poznaniu,
- Honorową Odznakę Miasta Poznania,
- Odznakę Zasłużonego Pracownika w Służbie Zdrowia,
- wpis do Księgi zasłużonych ludzi pracy województwa poznańskiego[2].